# Lepší život pro lidi
Lepší život pro lidi (registrováno jako LEPŠÍ ŽIVOT PRO LIDI – min. mzda 70.000 Kč, min. důchod 50.000 Kč, návrat cen energií na ceny z roku 2019, v obchodech zboží nejvyšší kvality za ceny dostupné pro každého, zrušení daně z nemovitostí, STOP válce; zkratka LŽPL) je česká krajně pravicová nacionalistická politická strana, která vznikla v březnu 1999 pod názvem Národní prosperita (Zkratka NP). Současný název strana nese od března 2024.

## Historie

### Volby do Poslanecké sněmovny Parlamentu České republiky 2010

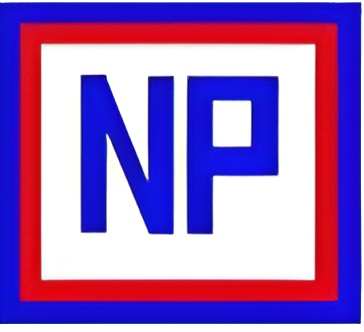
Logo strany Národní prosperita

Strana kandidovala v roce 2010 do Poslanecké sněmovny. Kandidovala pouze v Libereckém kraji. 6. května 2010 strana odstoupila od voleb v přímém přenosu pořadu Události, komentáře na ČT24. Tehdejší předseda strany Zbyněk Štěpán učinil prohlášení poté, co ho moderátorka nenechala mluvit o jiných tématech. V prohlášení doporučil svým voličům volit Dělnickou stranu sociální spravedlnosti.
Strana získala ve volbách 186 hlasů, nejméně ze všech zúčastněných stran.

### Volby do Evropského parlamentu v Česku 2024
V dubnu 2024 bylo oznámeno, že se strana zúčastní voleb do Evropského parlamentu v roce 2024. Volebním lídrem strany byl Pavel Opl. Strana získala 10 767 hlasů (0,36%) a do europarlamentu se nedostala.